# IPad Air 2
Az iPad az Apple cég által gyártott táblagép, melynek neve sokáig nem volt végleges. Az Apple többek között bejegyeztette az iSlate, az iTablet és a MagicSlate nevet is. A cég felismerte, hogy új multimédiás készülék fejlesztésére támadt igény, aminek maga az iPhone volt az előfutára. A készüléket végül Steve Jobs mutatta be 2010. január 27-én San Franciscóban, tavasszal pedig megkezdődött az értékesítése is.
2014 októberében mutatták be az iPad következő, hatodik generációját, ami iPad Air 2 néven vált közismertté. Tim Cook kiemelte, hogy több internetes portál szerint is az iPad Air a legjobb táblagép a piacon, valamint hogy az Apple ez esetben nem tud mást tenni, mint bemutatni a méltó utódját.

## Tulajdonságok

### Méret és kijelző
Az iPad Air 2 mindössze 6,1 milliméter vékony, amivel 18 százalékkal vékonyabb az elődjénél, ha a kettőt egymásra tesszük, akkor is vékonyabb lesz az az első generációs iPadnél. A méretcsökkenést egy új eljárással érték el, amely segítségével laminálták a kijelzőt, vagyis most már nem található levegőrés a kijelző és az egyéb komponensek között. Az eljárásnak köszönhetően 50 százalékkal kevésbé tükröződik a képernyő, jobban látható a tartalom. Az Apple szerint ez egyedülállóan jó megoldásnak számít most a piacon.
A kijelző továbbra is 9,7 hüvelykes, felbontása pedig 1536 x 2048.

### Processzor
Az új iPadbe belekerült az A8X, ami az iPhone 6 és 6 Plus továbbfejlesztett, tabletekre kialakított chipsetje. Az A8X 40 százalékkal jobb processzor és 2,5-szer gyorsabb grafikai teljesítményt produkál, ami összességében 180-szor nagyobb teljesítményt nyújt, mint az első generációs iPad.
Az A8X mellé bekerült még az M8-as processzor is, ami többirányú mozgást és a magasságot is mérni tudja.

### Kamera
A hátlapon egy 8 megapixeles iSight kamera kapott helyet, ami már képes Full HD videófelvételre is. Az iPhone után már az új iPad is képes 43 megapixeles képek alkotására panoráma módban, nem maradt el a Timelapse sem, és a 240 képkocka / másodperc sebességgel felvett lassított felvételek rögzítésének a lehetősége.
Az előlapi FaceTime kamera is fejlődött, immár f/2.2 apertúrás, így több fényt képes beereszteni.

### Biztonság
A felhasználók kérését meghallgatták, így már a legújabb iPad home gombjába is beépítették a Touch ID ujjlenyomat-olvasót, mely sokkal biztonságosabb képernyőlezárást eredményez, plusz számos alkalmazás fel tudja már használni a mintáinkat, hogy jelszó helyett tudjuk azonosítani magunkat.

### Színek és kapacitás
Az új iPad Air 2 a szokásos szürke és fehér színek mellett arany színben is megvásárolható, 16, 64 és 128 GB-os változatban.

## Műszaki jellemzők
|                    | iPad Air 2                 |
| ------------------ | -------------------------- |
| Bemutató           | 2014. október 16.          |
| Előrendelhető      | 2014. október 17.          |
| Processzor         | A16                        |
| Kijelző mérete     | 9,7 inch                   |
| Kijelző felbontása | 1536 x 2048                |
| Pixelsűrűség       | 264 ppi                    |
| Kapacitás          | 8, 16, 32, 64, 128, 512 GB |
| Színek             | szürke, arany, fehér       |
| Operációs rendszer | IOS 18.1                   |
| Akkumulátor        | Li-Po battery (727.3 Wh)   |
| Tömeg              | 4370g                      |
| Méret              | 240 x 169.5 x 6.1 mm       |
| Modell             | Wi-Fi, Wi-Fi + LTE         |